# Die Jagd nach der Heiligen Lanze
Die Jagd nach der Heiligen Lanze ist ein deutscher Abenteuerfilm aus dem Jahr 2010. Der Film wurde erstmals am 1. April 2010 bei RTL ausgestrahlt. Er ist der zweite Film einer Reihe, die mit Die Jagd nach dem Schatz der Nibelungen begann.

## Handlung
Der Archäologe Eik Meiers ist gemeinsam mit seiner zukünftigen Ehefrau Katharina Berthold auf der Suche nach Professor Bachmann. Der alte Wissenschaftler wurde entführt, nachdem er in einer Höhle unterhalb der Bastei-Brücke ein altes Labor entdeckt hatte. Eik und Katharina finden in dem Labor eine Videobotschaft des entführten Professors, in der dieser ein Tagebuch in die Kamera hält. Ihr Freund Justus identifiziert anhand der Bilder die Handschrift des Dichters Johann Wolfgang von Goethe. Der naturwissenschaftlich interessierte Schriftsteller war demnach ein Vertrauter des französischen Herrschers Napoleon Bonaparte, der im Besitz der Heiligen Lanze war. Um den Speer, mit dem der Soldat Longinus den gekreuzigten Jesus Christus stach, zu schützen, versteckte Goethe alle Hinweise auf das Versteck der kostbaren Reliquie. Neben der Videokamera haben Eik und Katharina in Goethes Labor auch noch einen Stab gefunden. Damit entziffern sie eine Skytale-Verschlüsselung und rekonstruieren ein Gedicht, das auf Goethes Freund Friedrich Schiller verweist.
Dessen Schädel ist der nächste Hinweis auf dem Weg zur Heiligen Lanze. Um ihn zu finden, brechen die Schatzjäger in Schillers Gruft in Weimar ein. Dort entdecken sie mit Hilfe einer großen Camera obscura ein Bild von Mephisto, aber plötzlich steht ihnen der Kriminelle Erlanger gegenüber, der Professor Bachmann entführt hat und nun mit Unterstützung der Kampfsportlerin Judith die Heilige Lanze erlangen will. Er handelt im Auftrag des Barons von Hahn, der sich als Nachfolger Napoleons und damit als rechtmäßigen Besitzer der Reliquie betrachtet. Eik, Katharina, Justus und ihre Widersacherin Judith werden fast von einer Dornenwand getötet, aber die Schatzsucher können vorerst fliehen. Sie öffnen Schillers Schädel und finden eine Art Uhrwerk vor. Dieser Mechanismus projiziert ein Stadtwappen mit einer Maus in einer Kirche an die Wand. Während sie das Wappen von St. Bartholomä am Königssee identifizieren, werden die Schatzsucher erneut von Erlanger aufgesucht und unter Druck gesetzt. In der Kirche stören sie eine Hochzeit und entdecken ein mit Symbolen und einer kreuzförmigen Karte versehenes Fernrohr. Nachdem sie das unvollständige Fernrohr bei einem vorgetäuschten Handel gegen einen als Bachmann verkleideten Gegner getauscht haben, nutzen Eik und Katharina eine Familienfeier des Barons, um den Professor zu retten.
Katharina ist damit zufrieden, aber Eik will die Lanze unbedingt finden. Justus und Bachmann identifizieren das auf der Karte gezeigte Gebäude als die Walhalla. Dort treffen sie auf Eiks Tochter Kriemhild („Krimi“), die nach einem Streit mit ihrem Freund zu ihrem Vater wollte. Gemeinsam lokalisieren sie mit Hilfe des Fernrohrs vier Büsten in der Walhalla. Krimi verbindet die vier Köpfe mit dem Faden ihrer Strickboa, und am Schnittpunkt der Linien zeigt ein Relief in der Bodenplatte den nächsten Hinweis an. Es ist die Quadriga auf dem Brandenburger Tor. Darüber hinaus finden sie noch einen großen Schlüssel. Als Eik auf die Quadriga klettert, findet er das passende Schlüsselloch auf der Rückseite der Victoria-Statue und öffnet eine Tür, die zu einem Tempelbau unterhalb des Brandenburger Tores führt.
Als die Schatzsucher vor einem mit Flammenwerfern geschützten Durchgang stehen, trifft auch von Hahn ein. Der Baron liest einen Eintrag aus Goethes Tagebuch vor, der besagt, dass man mutig und befreit vorangehen solle. Eik betritt daraufhin den Durchgang und kann durch Schalter im Boden die Flammen nacheinander ausschalten. Dahinter entdeckt er die Heilige Lanze zusammen mit Napoleons umfangreicher Kriegsbeute. Mit einem Hebel stoppt Eik den Flammenmechanismus, und die anderen Schatzsucher betreten ebenfalls den Innenraum. Als von Hahn die Lanze an sich bringen will, weigert sich Eik, sie herauszugeben. Der Baron schießt daraufhin auf Eik, aber die Lanze wehrt den Schuss ab. Doch der Baron gibt nicht auf und bedroht nun Krimi, so dass Eik ihm die Lanze übergeben muss. Als der Baron damit fliehen will, wird die Diebstahlsicherung wieder in Gang gesetzt und er verbrennt zu einem Häufchen Asche. Eik holt sich die Lanze zurück, und die vier Schatzsucher verlassen den unterirdischen Raum. Beim anschließenden Empfang im Museum wird nur Napoleons Schatz präsentiert, während die Lanze selbst in einer Statue versteckt wurde. Justus erhält einen Anruf, der auf das Bernsteinzimmer hinweist.

## Produktion
Dreamtool Entertainment produzierte den Film im Auftrag von RTL. Die Produktion wurde von der Filmstiftung NRW und dem FilmFernsehFonds Bayern gefördert. Die Dreharbeiten fanden im Sommer 2009 statt. Originalschauplätze in Deutschland sind die Walhalla bei Regensburg, St. Bartholomä am Königssee, die Basteibrücke in der Sächsischen Schweiz, die Burg Eltz in der Eifel, Schloss Burg bei Solingen, der Hofgarten der Universität Bonn und das Brandenburger Tor in Berlin. Die restlichen Schauplätze entstanden in einer Halle in Köln.
Nach dem ersten Film der Reihe gab es einige personelle Änderungen. Statt Ralf Huettner führte Florian Baxmeyer Regie. Außerdem wurde der männliche Hauptdarsteller ausgetauscht; Kai Wiesinger übernahm die Rolle des Eik Meiers von Benjamin Sadler. Auch die Rolle der Tochter wurde mit Sonja Gerhardt anstelle von Liv Lisa Fries neu besetzt. Zusätzlich übernahm Hubert Mulzer die Rolle des Professor Bachmanns, der zuvor von Michael Abendroth verkörpert wurde. Die damalige Profisportlerin Christine Theiss trat erstmals in einem Spielfilm auf. Das grundsätzliche Konzept des Films blieb gleich. Wieder gibt es eine Schatzsuche an originalen Schauplätzen in Deutschland, bei der reale historische Persönlichkeiten und Reliquien mit einer fiktiven Geschichte verbunden werden.

## Kritiken
Kurt Sagatz lobt im Tagesspiegel die „mutige Mischung aus grenzenloser Fantasie (Buch: Derek Meister), starken Bildern (Regie: Florian Baxmeyer) und toller Musik (Klaus Badelt, „Fluch der Karibik“). Man kann durchaus eine Lanze für diesen Film brechen. [...] Zum Erfolg gehört dabei, dass selbst unter der Oberfläche dieses seichten Films ein Funken Wahrheit liegt.“
Marco Croner von Quotenmeter.de lobt die Fortschritte bei den Darstellern gegenüber dem ersten Film: „Aus Sicht der schauspielerischen Darbietungen hat man also deutlich an Zugkraft gewonnen.“ Insgesamt kommt er trotz einiger Kritikpunkte zu einem positiven Fazit: „Es handelt sich um ein Muster, es gibt keine Überraschungen, doch wenn Jürgen Prochnow und Kickbox-Profi-Weltmeisterin Christine Theiss Bettina Zimmermann und Kai Wiesinger ans Leder wollen, gibt es eigentlich nur eines zu sagen: Einschalten, für zwei Stunden vollkommen unterhalten werden und sich auf einen hoffentlich noch besseren dritten Teil freuen.“
Andreas Böhme von Der Westen lobt einige Elemente, fühlt sich aber zu sehr an andere Abenteuerfilme erinnert: „Kulissen und Ausstattung können sich tatsächlich sehen lassen. Das Tempo ist flott, der Humor nicht ganz so flach wie befürchtet. Ansonsten lässt Indiana Jones an jeder Ecke grüßen, und aus der Ferne winkt der Sakrileg-Symbolologe Robert Langdon. Logik und historische Wahrheit glänzen dagegen durch Abwesenheit.“
Jens Schröder von Meedia hält die Charaktere Judith und Krimi für überflüssig und vermisst im Vergleich mit einigen amerikanischen Abenteuerfilmen das Tempo: „Die einzelnen Orte, an denen gesucht wird, werden wie auf einer Checkliste abgehakt, immer wieder kommen die Bösen den Guten auf die Schliche und immer wieder sind die Guten ein Stück klüger. Betrachtet man all diese Schwächen, so wäre es gut möglich gewesen, den Film ein Stück kürzer und dafür schneller zu gestalten.“